# Крепость (роман)
«Крепость» — роман писателя современной русской литературы Петра Алешковского. Лауреат литературной премии «Русский Букер» 2016 года, финалист национальной литературной премии «Большая книга» (2016).

## Общая информация
Первое издание романа «Крепость» было опубликовано издательством «АСТ» в Москве в 2015 году тиражом в 3000 экземпляров и общим объёмом 592 страницы. В дальнейшем книга неоднократно переиздавалась. Роман популярен у современного читателя.

## Сюжет
Главный герой романа — археолог Иван Мальцов. Он является руководителем экспедиции в город Деревск, который по замыслу автора расположен в Тверской области, а его прототипом послужил город Торжок. Здесь он пишет книгу о Руси как части монгольской империи и хочет исследовать древнюю крепость, и эти исследования станут его значимым вкладом в науку. Но времена такие, что работу экспедиции быстро прекращают, а археолога освобождают от обязанностей. В семье тоже проблемы — жена ушла к другому. Мальцов находится в отчаянии и не замечает, как оказывается вовлечён в интриги вокруг ценной архитектурной недвижимости. Загнанный в угол событиями Мальцов идеально подходит для каверзных планов чиновников, которые хотят выгодно сдать в аренду исторические памятники. Но герой — персонаж идейный: он готов существовать на пять тысяч рублей в месяц и буквально грудью защищать раскопки.
Повествование в «Крепости» ведется на стороне главного героя, а мир, в котором происходят события произведения, начисто лишен полутонов. Мальцов словно Чацкий нашего времени упрям и непоколебим, иногда его действия начинают раздражать читателя. Он не находит компромиссов, а чуть что, сбегает и начинает сильно пить. Пьяными ночами ему снятся события татаро-монгольского прошлого. Эта часть встроена в роман и является связующим звеном между настоящим и прошлым. В тех событиях он представлен как воин — предок самого себя.
Алешковский из главы в главу показывает читателю всю враждебность мира по отношению к главному герою, который всем своим естеством предан науке. В итоге эта враждебность достигает кульминации, а Мальцов становится разменной монетой в борьбе алчных людей. Писатель подчёркивает, что роман потому и называется «Крепость», что Иван Мальцов, имея внутреннюю крепость, ведёт неравную борьбу за крепость XV века, которая находится на территории его родного города.
Некоторая часть текста посвящена деревне, в которую отправляется главный герой. Может показаться, что это включено в произведение случайно и не имеет никакого отношения к основному сюжету. Однако это не так. Автор пытается продемонстрировать конфликт города и деревни. На фоне красоты природы вокруг, в которой некоторое время пребывает Мальцов, выясняется, что деревня погружена в хаос: безработица, пьянство, грязь, безвольность. Эта тема в романе обрывается так же, как и все остальные.

## Критика и рецензии
Литературный критик Майя Кучерская высказалась и определила направление романа «Крепость»:
«Крепость» — это не психологическая, а эпическая проза, не бытовая драма, а трагедия. Эпиграф к роману из «Гамлета» оборачивается ключом к замыслу. Чудаковатый лузер Мальцов дорастает в финале до масштаба трагического героя, а Петр Маркович Алешковский — до сочинителя исторического эпоса и высокой трагедии.

Литературный деятель современности Анжела Патракова так подвела итог литературному труду Алешковского:
«…кое-что Алешковскому безусловно удалось, но в целом роман не кажется цельным, стройным произведением, он напоминает одеяло, грубо сшитое из нескольких кусков материи. Многое будто не дописано. Практически ни одной свежей мысли не прозвучало, и, прочитав книгу, фактически невозможно без трюизмов сформулировать идею, которую хотел донести до нас автор. Единственное, что мы можем сказать, побыв в однозначном черно-белом мире Алешковского: мы все пешки в большой политической игре…»
Андрей Пермяков, литературный критик, также обратил своё внимание на данное литературное издание и высказался:
«Да и вообще книга хорошая. Её, возможно, чуть портит совсем уж оперный и нереальный финал. Нет, метафора понятна: Абсолютное Зло живьём хоронит человека, вышедшего „за правду“. Но когда весь роман построен на тонких довольно и неоднозначных моментах, такой заключительный гвоздь может оказаться и гвоздём в гроб. Здесь, вроде, такого не произошло, но, по-моему, — избыточная всё ж прямолинейность».

## Награды
- 2016 — Большая Книга, финалист[6].
- 2016 — Русский Букер, лауреат[7].